# Геннобавд (III век)
Геннобавд (также Геннобауд или Генобавд; лат. Gennobaudes или Genobaudes) — вождь франков в III веке.
О Геннобавде сохранились лишь скудные сведения. Германские набеги на земли вокруг Августа Треверорум спровоцировали ответное наступление римлян, которое состоялось в период между 287 и 289 годами под руководством императора Максимиана. Он несколько раз перешёл через Рейн и разбил нападавших. В этом контексте упоминается подчинение Геннобавда, который заключил с Римом договор и признал его власть, а взамен Рим признал его правителем.
В панегирике 289 года сообщается о подчинении Геннобавда, но не упоминается, что тот был франком. Франки впервые упоминаются в древнеримских источниках в панегирике от 291 года, а франкские походы 257 года впервые получают подтверждение в труде позднеантичного историка Аврелия Виктора «О Цезарях». Описанные в панегирике 291 года события совпадают с ранее изложенными сведениями о подчинении Геннобавда, в связи исследователи считают его франком. Геннобавд, по одной из версий, также мог быть предводителем хамавов.
Родство Геннобавда с франкским военачальником Геннобавдом, жившим спустя более сотни лет, не подтверждено, но возможно.